# Barbara Barbara, We Face a Shining Future
Barbara Barbara, We Face a Shining Future (estilizado como Barbara Barbara, we face a shining future) es el noveno álbum de estudio de la banda británica de electrónica Underworld, lanzado el 18 de marzo de 2016 a través de la discográfica Caroline. Recibió gran reconocimiento por parte de la crítica tras su lanzamiento y se colocó en varias listas internacionales. Además, en 2017, estuvo nominado al Premio Grammy por Mejor álbum de dance/electrónica.

## Antecedentes
Luego de haber estado componiendo bandas sonoras y relanzando sus anteriores álbumes en los últimos años, lanzan su primer álbum de estudio desde Barking de 2010, siendo la brecha más larga entre los álbumes en su carrera musical. Karl Hyde se expresó sobre el álbum: "Cuando escucho este disco, lo que más me enorgullece es que Rick y yo hicimos un disco sin pensar en dónde encaja o si suena como Underworld". El álbum está coproducido por el productor de drum and bass High Contrast, quien anteriormente trabajó con la banda en Barking.
Los críticos elogiaron los valores de producción y la interpretación vocal de Karl Hyde, calificándolo como el mejor álbum de la banda en años, y también lo vieron como su renacimiento creativo en el último período de la carrera musical de la banda. David Jeffries de AllMusic, describió al álbum como "Casi perfecto y también un paso adelante" y afirmó que "Barbara Barbara, We Face a Shining Future pertenece al estante superior de Underworld".
Con respecto al título del álbum, según Rick Smith fue idea de su padre. El nombre de la madre de Rick es Barbara; ella le dijo al padre de Rick que temía el futuro sin él, y el padre de Rick respondió "Barbara, Barbara, nos enfrentamos a un futuro brillante". La arte de tapa fue creada por el colectivo de diseño artístico Tomato.

## Lista de canciones
Todas las canciones escritas y compuestas por Rick Smith y Karl Hyde. 
| Edición estándar |                   |          |  |
| N.º              | Título            | Duración |  |
| 1.               | «I Exhale»        | 8:10     |  |
| 2.               | «If Rah»          | 7:12     |  |
| 3.               | «Low Burn»        | 6:44     |  |
| 4.               | «Santiago Cuatro» | 4:00     |  |
| 5.               | «Motorhome»       | 6:23     |  |
| 6.               | «Ova Nova»        | 5:31     |  |
| 7.               | «Nylon Strung»    | 6:48     |  |

| Edición especial (Test pressing) /Bonus track para Japón |                     |          |  |
| N.º                                                      | Título              | Duración |  |
| 8.                                                       | «Twenty Three Blue» | 6:44     |  |
| 51:38                                                    |                     |          |  |

## Posicionamiento en listas
| Lista (2016)                                       | Mejor posición |
| -------------------------------------------------- | -------------- |
| Alemania (Offizielle Top 100)                      | 44             |
| Australia (ARIA)                                   | 36             |
| Austria (Ö3 Austria)                               | 50             |
| Bélgica (Ultratop flamenca)                        | 7              |
| Bélgica (Ultratop valona)                          | 23             |
| Escocia (Scottish Albums Chart)                    | 8              |
| Estados Unidos (Billboard 200)                     | 200            |
| Estados Unidos (Billboard Independent Albums)      | 12             |
| Estados Unidos (Billboard Dance/Electronic Albums) | 1              |
| Francia (SNEP)                                     | 158            |
| Irlanda (IRMA)                                     | 34             |
| Japón (Oricon)                                     | 14             |
| Países Bajos (Album Top 100)                       | 12             |
| Reino Unido (UK Albums Chart)                      | 10             |
| Reino Unido (UK Dance Albums)                      | 2              |
| Suiza (Schweizer Hitparade)                        | 51             |